# Old Etonians Football Club
L'Old Etonians Football Club és un club de futbol els jugadors del qual foren antics membres de l'Eton College. És membre de l'Amateur Football Alliance. Ha guanyat dues Copes angleses (1879 i 1882), dues Arthurian League (1992-93 i 2004-05) i una Arthur Dunn Cup (2004-05).

## Història

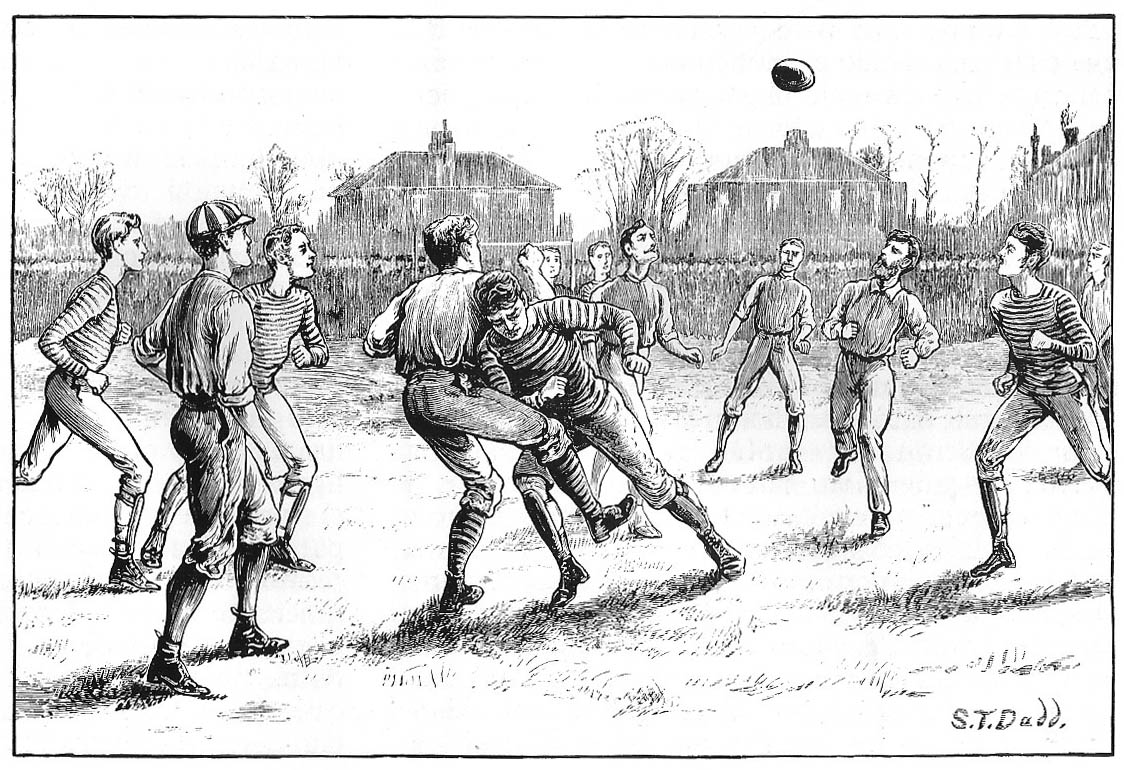
Partit entre Old Etonians i Blackburn Rovers.

Va ser fundat per Lord Kinnaird el 1871. Fou el darrer club amateur que guanyà la FA Cup el 25 de març de 1882 quan derrotà el Blackburn Rovers per 1-0 a The Oval. Va perdre per 2-1 després d'una pròrroga amb un altre club de Blackburn, Blackburn Olympic, l'any següent. En total disputà sis finals de la Copa entre 1875 i 1883, de les quals en guanyà dues.

## Jugadors destacats
El club aportà diversos jugadors a la selecció de futbol d'Anglaterra que foren (partits internacionals entre parèntesis):
- Rupert Anderson (1)
- Lindsay Bury (1)
- Edward Christian (1)
- Arthur Dunn (2)
- Harry Goodhart (3)
- Robert Cunliffe Gosling (5)
- John Hawtrey (2)
- Herbert Whitfield (1)

Altres jugadors del club també foren internacionals posteriorment:
- Alexander Bonsor
- Percy de Paravicini
- Alfred Lyttelton
- Reginald Macaulay
- Cuthbert Ottaway
- John Frederick Peel Rawlinson

El fundador del club Lord Kinnaird també fou internacional un cop amb Escòcia.